# Вагоноосаживатель

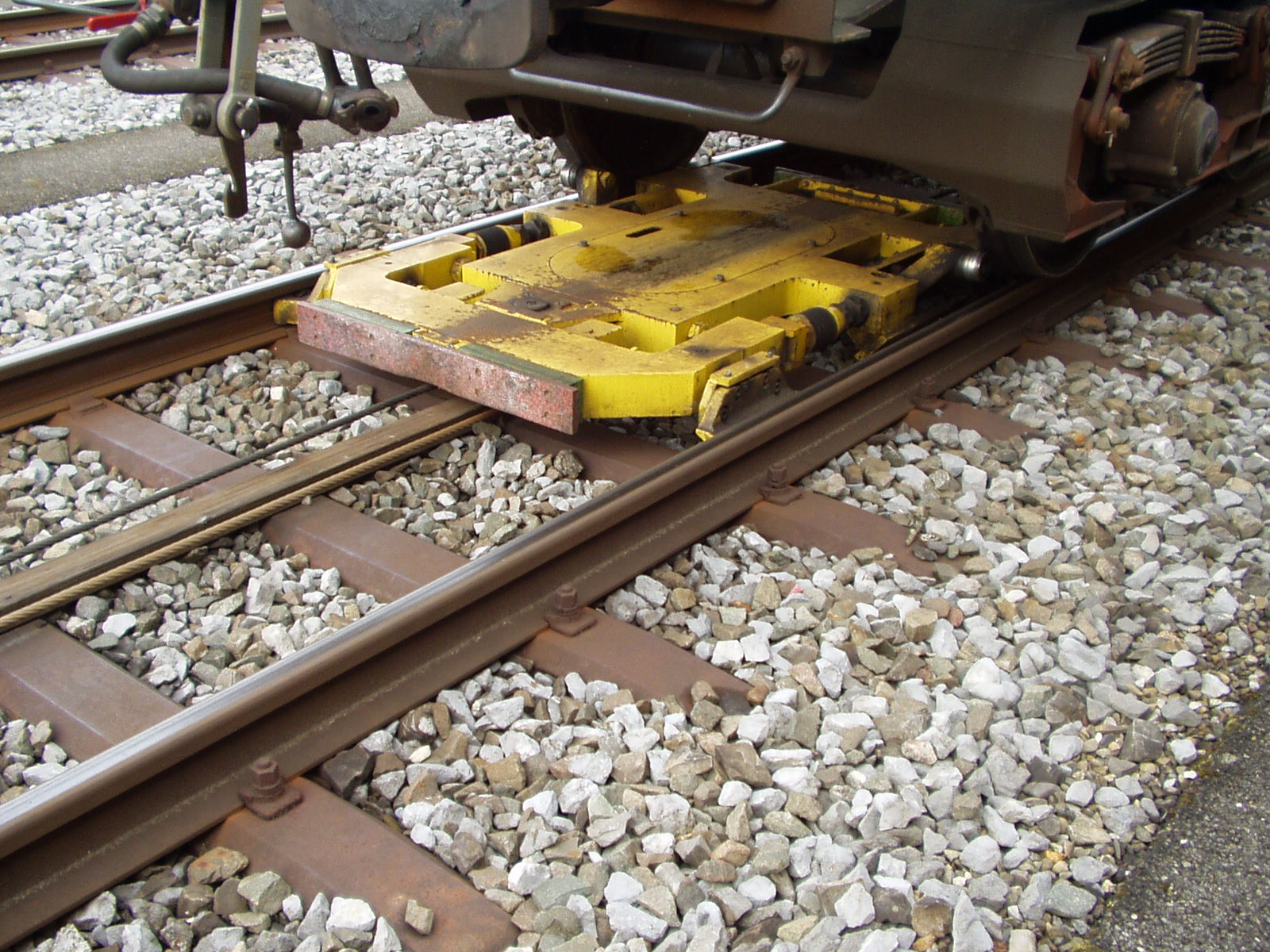
Вагоноосаживатель

Вагоноосаживатель — устройство, предназначенное в основном для осаживания вагонов (отцепов) на подгорочных путях крупных сортировочных станций. Применяется также для перемещения групп вагонов на подъездных путях промышленных предприятий.

## Вагоноосаживатель кареточного типа
Вагоноосаживатели кареточного типа имеют четыре небольших колеса, которые перемещаются по подошве направляющего жёлоба, образованного ходовым и вспомогательным рельсами. Благодаря тому, что вспомогательный рельс располагается внутри или снаружи рельсовой колеи, каретка может двигаться как вдоль сортировочного пути, так и в пределах разделительной стрелочной зоны. На каретке расположен выдвижной рычаг, взаимодействующий с колёсами вагонов. Электромеханический привод обслуживает вагоноосаживатель на одном — двух путях. Зона действия каретки 40—60 метров, общая длина пути осаживания из 10 устройств достигает 600 метров. Каретка в нормальных условиях эксплуатации перемещает до 8 вагонов массой 600—700 тонн со скоростью 1,5 м/с.

## Вагоноосаживатель тележечного типа
Вагоноосаживатель тележечного типа опирается на четыре колеса, перемещающихся по верху внутренней части подошвы рельсового пути; имеет выдвижные рычаги, взаимодействующие с колёсами. Тележка перемещает вагоны со скоростью 1,25—1,5 м/с, в исходное положение возвращается вдвое быстрее. Зона осаживания 400—500 метров.

## Применение
Наиболее распространены вагоноосаживатели с канатной тягой кареточного (Россия, США) и тележечного типа (Германия, Швеция, Швейцария). Вагоноосаживатели применяют в комбинации с парковыми вагонными замедлителями, располагая их последовательно.